# Lispocephala xenina
Lispocephala xenina är en tvåvingeart som beskrevs av Malloch 1928. Lispocephala xenina ingår i släktet Lispocephala och familjen husflugor. Inga underarter finns listade i Catalogue of Life.